# Hưng Bình, Hàm Dương
Hưng Bình (tiếng Trung: 兴平市; bính âm: Xìngpíng shì) là một thành phố cấp huyện của địa cấp thị Hàm Dương, tỉnh Thiểm Tây, Trung Quốc.

### Nhai đạo
- Đông Thành (东城街道)
- Tây Thành (西城街道)
- Điếm Trương (店张街道)

### Trấn
| - Mã Ngôi (马嵬镇) - Triệu Thôn (赵村镇) - Tang (桑镇) - Tây Ngô (西吴镇) | - Nam Thị (南市镇) - Trang Đầu (庄头镇) - Nam Vị (南位镇) |

### Hương
- Thang Phường (汤坊乡)
- Điền Phụ (田阜乡)
- Phong Nghi (丰仪乡)
- Phụ Trại (阜寨乡)